# ان‌کی (خواننده اوکراینی)
ان‌کی (اوکراینی: Анастасія Олексіївна Каменських؛ زادهٔ ۴ مهٔ ۱۹۸۷) خوانندگی اهل اتحاد جماهیر شوروی سوسیالیستی است. وی از سال ۲۰۰۴ میلادی تاکنون مشغول فعالیت بوده‌است.